# توان‌بخشی
توان‌بخشی یا بازتوانی (به انگلیسی: Rehabilitation) فرآیندی است که در آن به فرد توانخواه کمک می‌شود تا توانایی از دست رفته خود پس از یک واقعه، بیماری یا آسیب را که سبب محدودیت عملکردی وی شده است مجدداً به دست آورد.
توانبخشی حوزه علمی بسیار وسیعی در مجموعه خدمات بهداشتی و درمانی محسوب می‌گردد و به افراد کمک می‌کند تا پس از ابتلا به مشکلاتی نظیر سکته مغزی، ضایعات نخاعی، جراحی‌های ارتوپدی، ضربه مغزی، سوختگی، کم شنوایی، اختلال پردازش مرکزی شنوایی، مشکلات تعادل و غیره، تا حد امکان بر مشکل خود غلبه نموده و استقلال عملکردی پیشین را بازیابد.

## اصول توان‌بخشی
تَوان‌بخشی به معنای بازتوانی و بازگرداندن توانایی‌های یک فرد به حالت حداکثر استقلال گفته می‌شود. در توان‌بخشی برخلاف پزشکی هیچگونه دارویی تجویز نمی‌شود و روند بازیافتن توانایی‌ها تدریجی است. تئوری‌های موتورکنترلی از جمله یادگیری حرکتی از اصول پایه‌ای توان‌بخشی هستند.

## شاخه‌های توان‌بخشی
با توجه به آن که توانبخشی بیشتر در مورد کودکان و بزرگسالانی کاربرد دارد که از نظر توانایی‌های جسمی ذهنی یا گفتاری دچار مشکل می‌باشند. رشته‌های دخیل در این فرایندها را شاخه‌ها یا اعضای تیم توان‌بخشی می‌دانند. این رشته‌ها (به ترتیب حروف الفبا) عبارتند از:
ارتوزیست و پروتزیست
- بینایی سنجی
- شنوایی‌شناسی
- طب فیزیکی و توانبخشی
- فیزیوتراپی
- کاردرمانی
- گفتار درمانی
- مددکاری اجتماعی
- مدیریت توانبخشی
- مشاوره توانبخشی

## کاردرمانی
کار درمانی استفاده از فعالیت‌های هدفمند برای جلوگیری از ناتوانی و حفظ سلامتی افرادی است که به نوعی دچار آسیب جسمی، ذهنی یا روانی هستند. از نظر انجمن کاردرمانی آمریکا (A.O.T.A) کاردرمانی عبارت است از استفاده از فعالیت‌های هدفمند برای افرادی که در اثر آسیب یا بیماری دچار محدودیت اختلال عملکرد روانی، اجتماعی، رشدی یا اختلال‌های یادگیری شده‌اند، به منظور ایجاد حداکثر استقلال، جلوگیری از ناتوانی و حفظ سلامتی. این حرفه شامل ارزیابی، درمان و مشاوره است.
ارائه خدمات ویژه کاردرمانی شامل: آموزش مهارت‌های زندگی روزمره، ایجاد و توسعه مهارت‌های درکی، حرکتی و عملکرد یکپارچگی حس، توسعه مهارتهای بازی و پیش حرفه‌ای و توانایی‌های اوقات فراغت، طراحی، ساختن یا به کار بردن وسایل کمکی و ارتزها و پروتزها، انتخاب وسایل نظافتی، استفاده از صنایع دستی که به‌طور ویژه به منظور افزایش عملکرد طرح شده است، توصیف و تفسیر آزمون‌ها مانند ارزیابی قدرت عضلانی، ارزیابی دامنه حرکتی و نیز تطبیق محیط برای فرد معلول می‌باشد. این خدمات به‌طور فردی، گروهی یا در سیستم‌های اجتماعی ارائه می‌گردد.
به‌طور خلاصه تمامی افرادی که به علت مشکل یا مشکلاتی لازم است تحت درمان گیرند تا به استقلال در عملکردهای مورد نظر برسند تحت این روش درمانی قرار می‌گیرند. مشکلات این افراد دامنه وسیعی را دربر می‌گیرد و می‌تواند حاصل یک صدمه، یا تصادف باشد یا ناشی از بیماری جسمی، اختلال عاطفی، تعارضات و فشارهای روانی یا حتی تأخیر در رشد یا اختلالات مادرزادی. این بیماران به تمام گروه‌های سنی از نوزادان، کودکان و … تا سالمندان می‌توانند تعلق داشته باشند که از دوره کوتاه‌مدت مراقبت در دوران حاد بیماری تا توان‌بخشی در دوره‌های تطابقی درازمدت را شامل می‌شود.

## گفتاردرمانی (آسیب‌شناسی گفتاردرمانی)
آسیب‌شناسی گفتار و زبان (گفتاردرمانی) جزو رشته‌های توان‌بخشی است که خدمات کلینیکی ارائه داده و عهده‌دار ارائه خدمات پیشگیری، پشتیبانی، آموزش، مدیریت و تحقیق در حیطه ارتباط و بلع در سراسر طول زندگی افراد از نوزادی تا پیری می‌باشد.
خدمات آسیب‌شناسی گفتار و زبان خدماتی هستند در زمینه تشخیص و درمان مشکلات بلع، اختلالات گفتار- زبان و اختلالات شناخت – ارتباط، که منجر به ناتوانی‌های ارتباطی می‌شود.
وظیفه آسیب‌شناس گفتار و زبان درمان اختلال‌ها در حیطه‌های زیر می‌باشد:
- تولید گفتار (شامل تولید، اپراکسی، دیزارتری)
- تشدید (هایپر نیزالیتی و هایپو نیزالیتی)
- صوت (کیفیت آواسازی، زیروبمی، تنفس)
- روانی گفتار (لکنت و شتابان گویی)
- زبان (درک، بیان، کاربرد شناختی، صرف و نحو)
- شناخت (توجه، حافظه، حل مسئله، عملکردهای اجرایی)
- تغذیه و بلع (در سطوح دهانی، حلقی و مروی)

## شنوایی‌شناسی
شنوایی‌شناسی مطالعه اختلال‌های شنوایی از راه شناسایی و سنجش کاستی عملکرد شنوایی و توان‌بخشی آن است. از جمله این اقدامات شنوایی‌سنجی می‌باشد. البته حوزه علم شنوایی‌شناسی بسیار وسیع‌تر از مطالعهٔ انحصاری دستگاه شنوایی است و به بررسی دستگاه دهلیزی و تعادل و همچنین بررسی چگونگی پردازش اطلاعات دریافتی از حس شنوایی در دستگاه عصبی مرکزی نیز می‌پردازد.
رشته شنوایی‌شناسی به مباحث آموزشی و پژوهشی آخرین دستاوردهای علمی در حیطه‌های تشخیصی، حفاظت شنوایی و پیشگیری از اختلال‌های شنوایی و تعادل و توان‌بخشی به موقع افراد دچار آسیب شنوایی (مانند درمان شنوایی-کلامی) و تعادل و مدیریت طراحی وسائل و تجهیزات شنوایی‌شناسی می‌پردازد. از جمله این اقدامات می‌توان به تجویز سمعک، وسایل کمک شنوایی و اقدامات ادیولوژیک در جراحی کاشت حلزون شنوایی اشاره نمود.